# Gonatium occidentale
Gonatium occidentale är en spindelart som beskrevs av Simon 1918. Gonatium occidentale ingår i släktet Gonatium och familjen täckvävarspindlar. Inga underarter finns listade i Catalogue of Life.